# Saint-Jean-Roure
Saint-Jean-Roure è un comune francese di 263 abitanti situato nel dipartimento dell'Ardèche della regione dell'Alvernia-Rodano-Alpi.

## Società

### Evoluzione demografica
Abitanti censiti